# Brenda Benet
Brenda Benet (14 augustus 1945 – 7 april 1982) was een Amerikaanse actrice.

## Levensloop
Benet werd geboren als Brenda Ann Nelson. Haar acteercarrière begon in 1964 met optredens in de programma's Shindig! en The Young Marrieds. Ze speelde gastrollen in primetime-series als I Dream of Jeannie, Mannix, My Three Sons, Hogan's Heroes, Love, American Style en The Courtship of Eddie's Father. Ze speelde een grote rol in de film Walking Tall.
In de meeste van haar rollen speelde Benet een lief of verleidelijk iemand. In de soapserie Days of Our Lives speelde ze daarentegen slechterik Lee DuMonde, van 1979 tot aan haar dood in 1982. Haar personage Lee DuMonde maakte haar vrij onpopulair bij de kijkers, omdat ze het geliefde koppel Julie en Doug Williams uit elkaar haalde.

### Persoonlijk leven
In 1967 trouwde Benet met acteur Paul Petersen, maar het huwelijk hield niet lang stand. In 1969 trok ze in bij acteur Bill Bixby(uit The Hulk) en nadat haar scheiding met Petersen rond was trouwde ze met Bixby in 1971. Het koppel kreeg in 1974 een kind, Christopher Sean. Maar Bixby en Benet scheidden in 1979. Na de scheiding had ze een relatie met een vrouw, Tammy Bruce, die nog minderjarig was, toen ze iets met elkaar begonnen.
In 1981 overleed haar zoon Christopher Sean op skivakantie, toen hij plots ziek werd. Benet kreeg een zware depressie en pleegde in april 1982 zelfmoord.
In het boek The Death of Right and Wrong spreekt radiopresentatrice Tammy Bruce over haar relatie met Benet. Die pleegde zelfmoord in het huis waar ze samen met Bruce woonde, maar deze verhuisde twee weken daarvoor. Op de dag van haar dood had Benet afgesproken om met Bruce te lunchen. In het boek Soap Opera Babylon staat dat Benet een relatie had met een mannelijke collega van Days of Our Lives, die eindigde net voor ze zelfmoord pleegde.